# Volador Jr.
Ramón Ibarra Rivera, né le 26 janvier 1981 à Monclova dans le Coahuila, est un Luchador mexicain ou lutteur professionnel travaillant sous le nom de ring Volador Jr. au sein du Consejo Mundial de Lucha Libre. Il est le fils de Volador/Super Parka et le cousin de La Parka.

## Carrière

### Consejo Munidal de Lucha Libre (2001-...)
Le 16 janvier 2009, lui et La Sombra battent Averno et Mephisto et remportent les CMLL World Tag Team Championship.
Le 12 février 2010, il bat Místico et remporte le Mexican National Light Heavyweight Championship. Le 26 février, lors d'un show du Consejo Mundial de Lucha Libre, il est annoncé que Místico et El Felino affronteront Volador, Jr. et La Sombra à quatre dans un match Lucha de Apuetas au main event de Homenaje a Dos Leyendas.
En janvier 2012, il prend part à la tournée Fantastica Mania 2012, une tournée co-produit par la CMLL et la NJPW. Au cours de la première journée de la tournée, lui et Kazuchika Okada battent Hiroshi Tanahashi et La Sombra. cours de la deuxième journée de la tournée, il perd contre La Sombra et ne remporte pas le NWA World Historic Welterweight Championship. Le 14 février 2012, il bat La Máscara et remporte le NWA World Historic Middleweight Championship. Le 30 mars, il perd le titre contre Prince Devitt.
Le 19 novembre 2013, il bat Máscara Dorada et remporte le NWA World Historic Welterweight Championship. Trois jours plus tard, Volador Jr. a commencé à montrer des signes d'un tecnico turn en serrant la main de Místico II et en essayant de le sauver des Los Guerreros Laguneros, avant de se retourner contre ses partenaires des Los Invasores. Son turn a été finalisé le 29 novembre, lorsque Los Invasores l' a attaqué à la suite d'un torneo Cibernetico Match entre Los Invasores et des représentants de CMLL.
Le 1er juillet 2016, il remporte le International Gran Prix 2016 en éliminant Tama Tonga en dernier. Le 8 juillet, il conserve son NWA World Historic Welterweight Championship contre Kushida.

### Total Nonstop Action Wrestling (2008)
Lors du TNA Impact du 30 octobre 2008, lui et Hiroshi Tanahashi perdent contre The Motor City Machine Guns (Alex Shelley et Chris Sabin). Après le match, ils ont été réprimandés par Sheik Abdul Bashir. Lors du TNA Impact du 6 novembre, ils perdent un 4-way Ladder Match contre Matt Morgan et Abyss qui comprenaient également Team 3D (Bully Ray et Devon) et The Latin American Xchange (Hernandez et Homicide) et ne deviennent pas challengers no 1 pour les TNA World Tag Team Championship détenu par Beer Money, Inc. (James Storm et Bobby Roode).

### New Japan Pro Wrestling (2012-...)
En mai 2016, il participe au 2016 Best of the Super Juniors. Il termine le tournoi avec cinq victoires et deux défaites, mais il ne réussit pas à se qualifier pour la finale du tournoi à la suite de sa défaite contre le gagnant du Bloc Will Ospreay.

## Palmarès
- Consejo Mundial de Lucha Libre
  - 2 fois CMLL World Tag Team Championship avec La Sombra (1) et Valiente (1)[18]
  - 1 fois CMLL World Trios Championship avec Místico II et Valiente[18]
  - 1 fois Mexican National Light Heavyweight Championship[18]
  - 4 fois Mexican National Trios Championship – avec Safari et El Felino (1), La Sombra et El Sagrado (1), Olímpico et Psicosis II (1), Black Warrior et Mr. Águila (1)[18]
  - 1 fois NWA World Historic Middleweight Championship[18]
  - 2 fois NWA World Historic Welterweight Championship[18] (actuel)
  - CMLL Universal Championship (2017)
  - Copa Homenaje A Dos Leyendas[1]
  - Copa 53 Aniversario de la Arena Coliseo de Guadalajara (2012)[1]
  - Copa Bicentenario[1]
  - Leyenda de Plata (2011)[1]
  - Reyes del Aire (2005, 2007, 2009)[1]
  - Torneo Nacional de Parejas Increibles (2013) – avec La Sombra[1]
  - Torneo Increibles de Parejas, Arena Puebla – avec Atlantis[1]
  - CMLL Most Popular Wrestler of the Year (2009)
  - CMLL Tag Team of the Year (2009) – avec La Sombra
- Lucha Libre Azteca
  - 1 fois LLA Azteca Championship[18]
- Total Nonstop Action Wrestling
  - TNA World X Cup (2008) – avec Rey Bucanero, Último Guerrero et Averno[1]
- Union Independent Pro Wrestling
  - 1 fois UIPW Heavyweight Championship[18] (actuel)

## Récompenses des magazines
- Pro Wrestling Illustrated

| Année | 2006 | 2007 | 2008 | 2009 | 2010 | 2011 | 2012 | 2013 | 2014 | 2015 | 2016 | 2017 | 2018 | 2019 | 2020 | 2021 | 2022 | 2023 | 2024 |
| ----- | ---- | ---- | ---- | ---- | ---- | ---- | ---- | ---- | ---- | ---- | ---- | ---- | ---- | ---- | ---- | ---- | ---- | ---- | ---- |
| Rang  | 192  | 147  | 191  | 160  | 81   | 88   | 134  | 90   | 147  | 144  | 241  | 315  | 411  | 118  | 244  | 183  | 109  | 85   | 207  |